# Bulbophyllum sceliphron
Bulbophyllum sceliphron là một loài phong lan thuộc chi Bulbophyllum.